# Język boa
Język boa – język z rodziny bantu, używany w Demokratycznej Republice Konga. W 1971 roku liczba mówiących wynosiła ok. 30 tysięcy.